# Scleropauropus heterochaetus
Scleropauropus heterochaetus är en mångfotingart som beskrevs av Paul Auguste Remy 1947. Scleropauropus heterochaetus ingår i släktet hårdfåfotingar, och familjen fåfotingar. Inga underarter finns listade i Catalogue of Life.